# Drohn (Einheit)
Drohn war eine in Norddeutschland gebräuchliche Flächeneinheit und fand als Ackermaß Verwendung.
1 Drohn wurde als ¾ Morgen definiert. Da ein Morgen je nach Gegend unterschiedlich groß war, entsprach dies ca. 1900 bis 2000 m².